# Kashmar
Kashmar (کاشمر, ook wel geromaniseerd als Kāshmar; en voorheen geheten als ترشیز Torshīz of سلطان‌آباد Soltanabad) is een stad gelegen in de sharestan Kashmar in de provincie Khorāsān-e Razavī in het noordoosten van Iran. Een census uit 2016 telde een bevolkingsaantal van 102.282 inwoners.
Kashmar ligt nabij de rivier Sish Taraz in het westen van de provincie, op 217 km ten zuiden van de provinciehoofdstad Mashhad.
De stad beschikt over vier instellingen voor hoger onderwijs: de Staatsuniversiteit, de Payame Nur Universiteit (voor onderwijs op afstand), de Azad Universiteit van Kashmar, en de Jahad Daneshgahy Universiteit.
Als bezienswaardigheden kunnen genoemd worden de graftombe van Hassan Modares, de Imamzadeh Seyed Morteza en Imamzadeh Hamzeh, de oudste moskee in Kashmar.

## Economie en Verkeer
De stad en omgeving is een belangrijke producent van druiven en rozijnen, er worden ongeveer 40 soorten druiven geteeld. Ook is Kashmar bekend om de export van saffraan en handgemaakte Perzische tapijten.
De stad ligt aan de spoorverbinding van Teheran via Garmsar naar Mashad.

## Klimaat
Kashmar ligt op een hoogte van ongeveer 1100 meter en heeft een steppeklimaat, code BSk volgens de klimaatclassificatie van Köppen. De gemiddelde maximumtemperatuur overdag varieert van 10°C in januari tot 36°C in juli en augustus. De jaarlijkse neerslag bedraagt ongeveer 180 mm. Januari is de natste maand met 29 mm; in juli, augustus en september valt gewoonlijk geen regen.

## Galerij

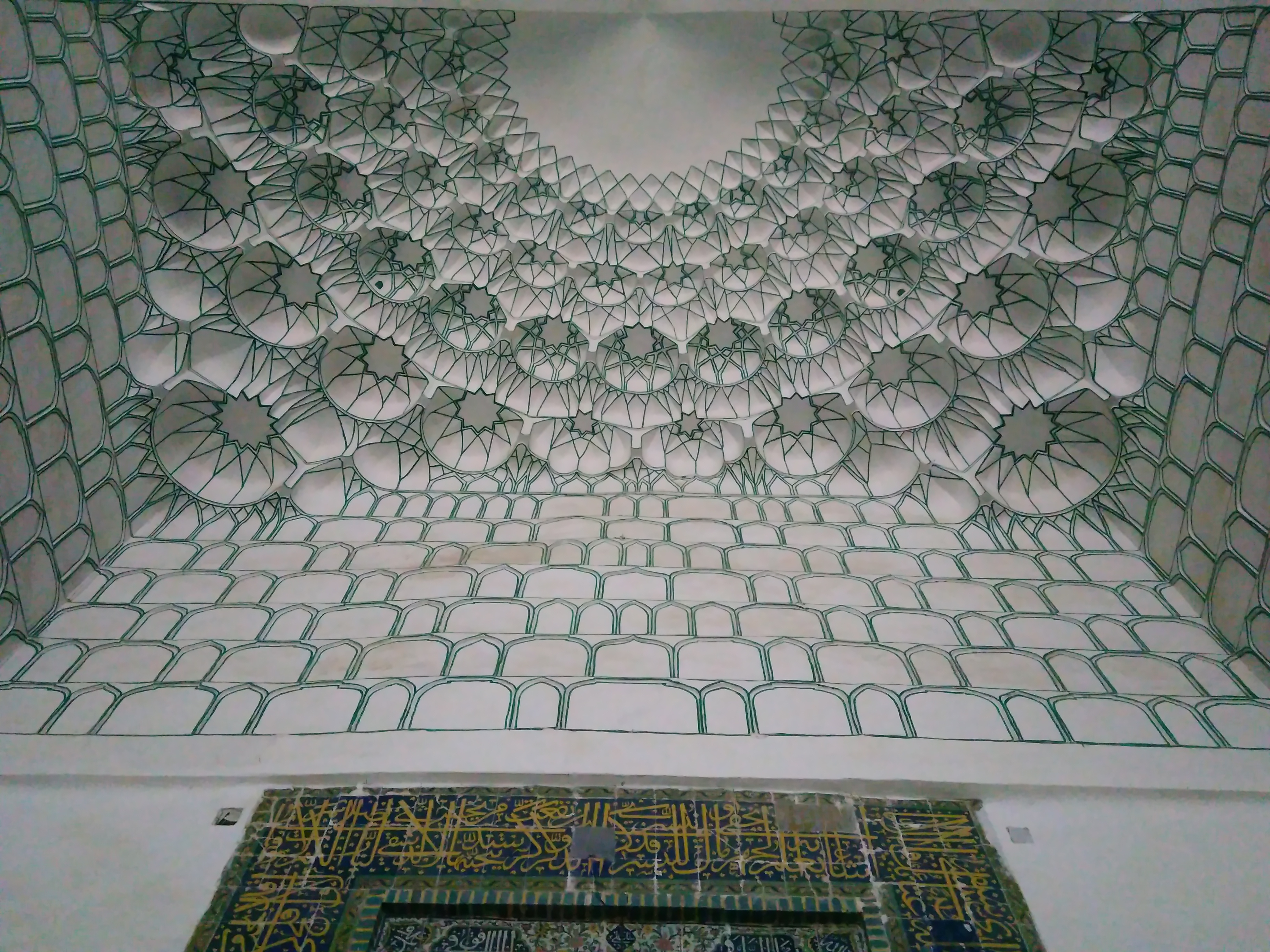
Jameh Moskee van Kashmar
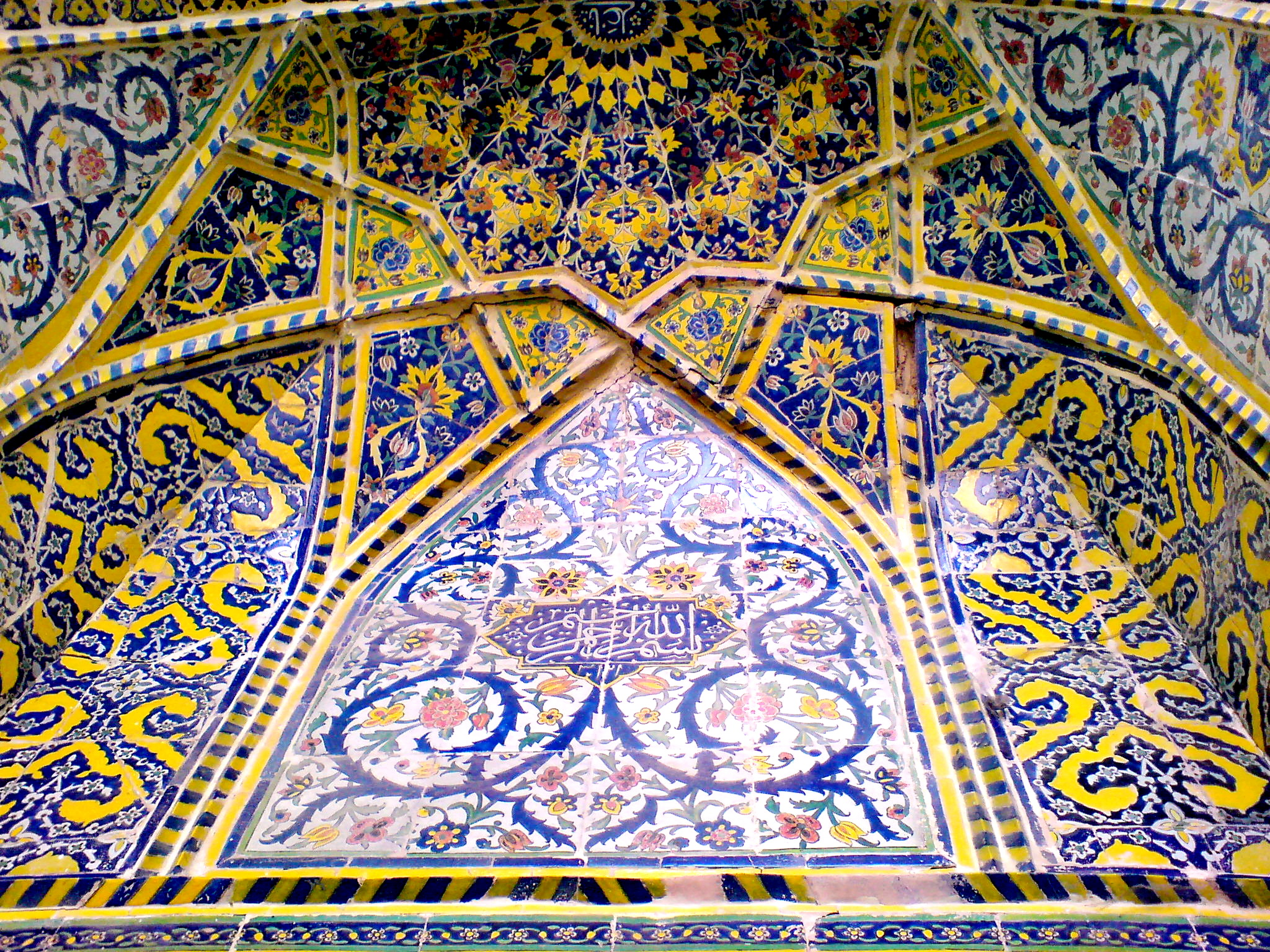
Jameh Moskee van Kashmar
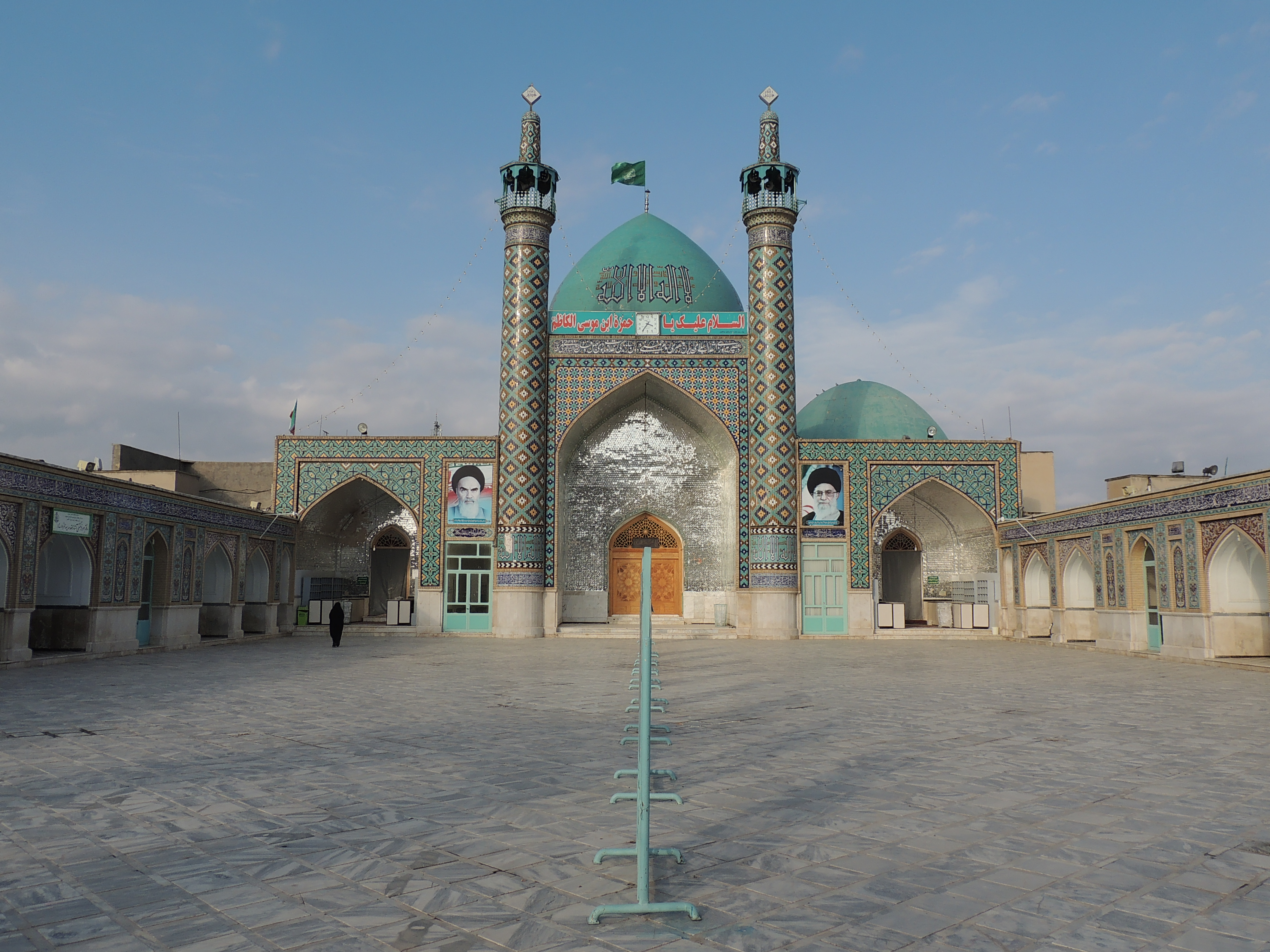
Imamzadeh Hamzah moskee
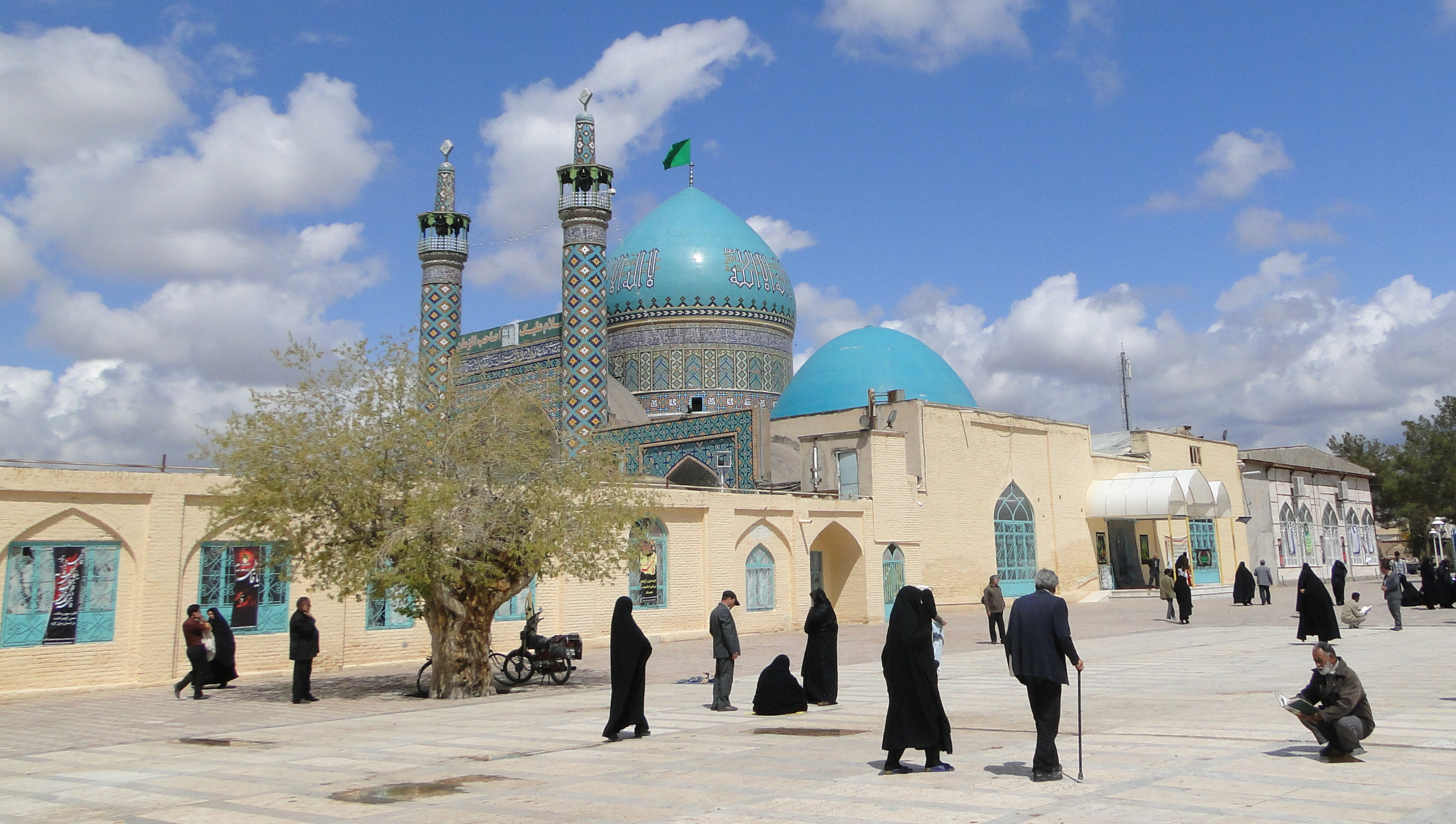
Zijaanzicht van de Imamzadeh Hamzah moskee
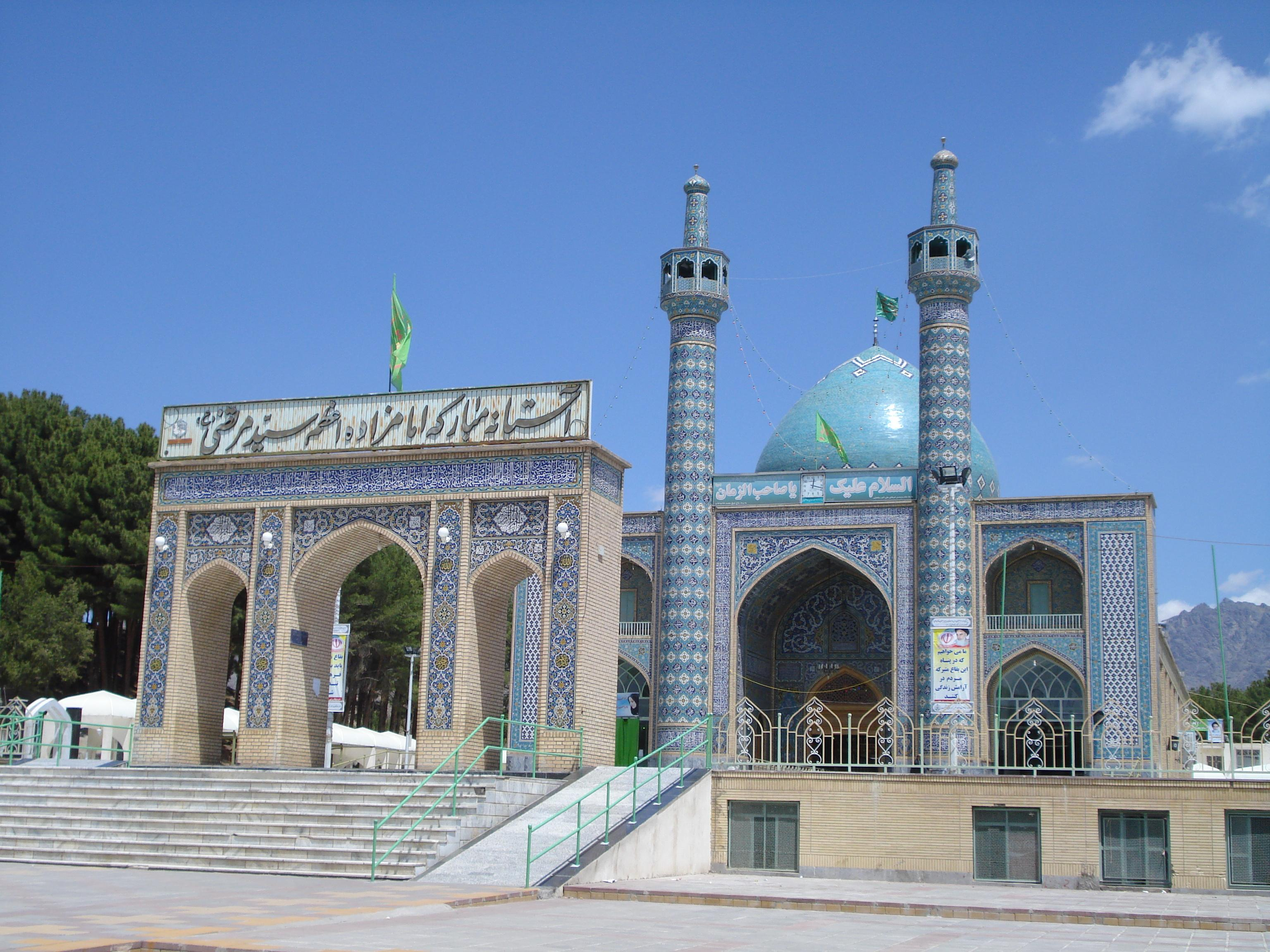
Imamzadeh Seyed Morteza
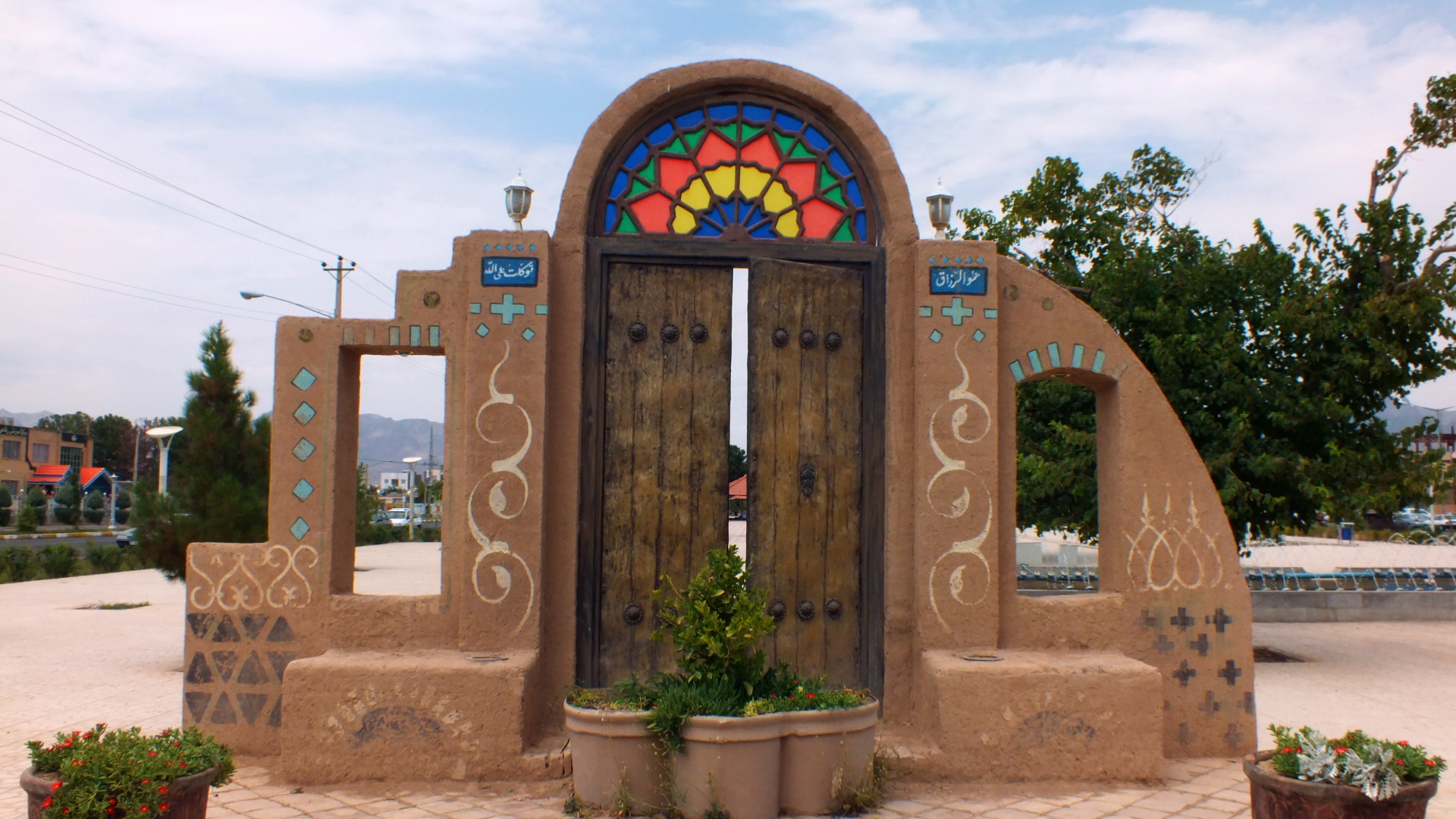
Oude houten deur, een symbool in Kashmar
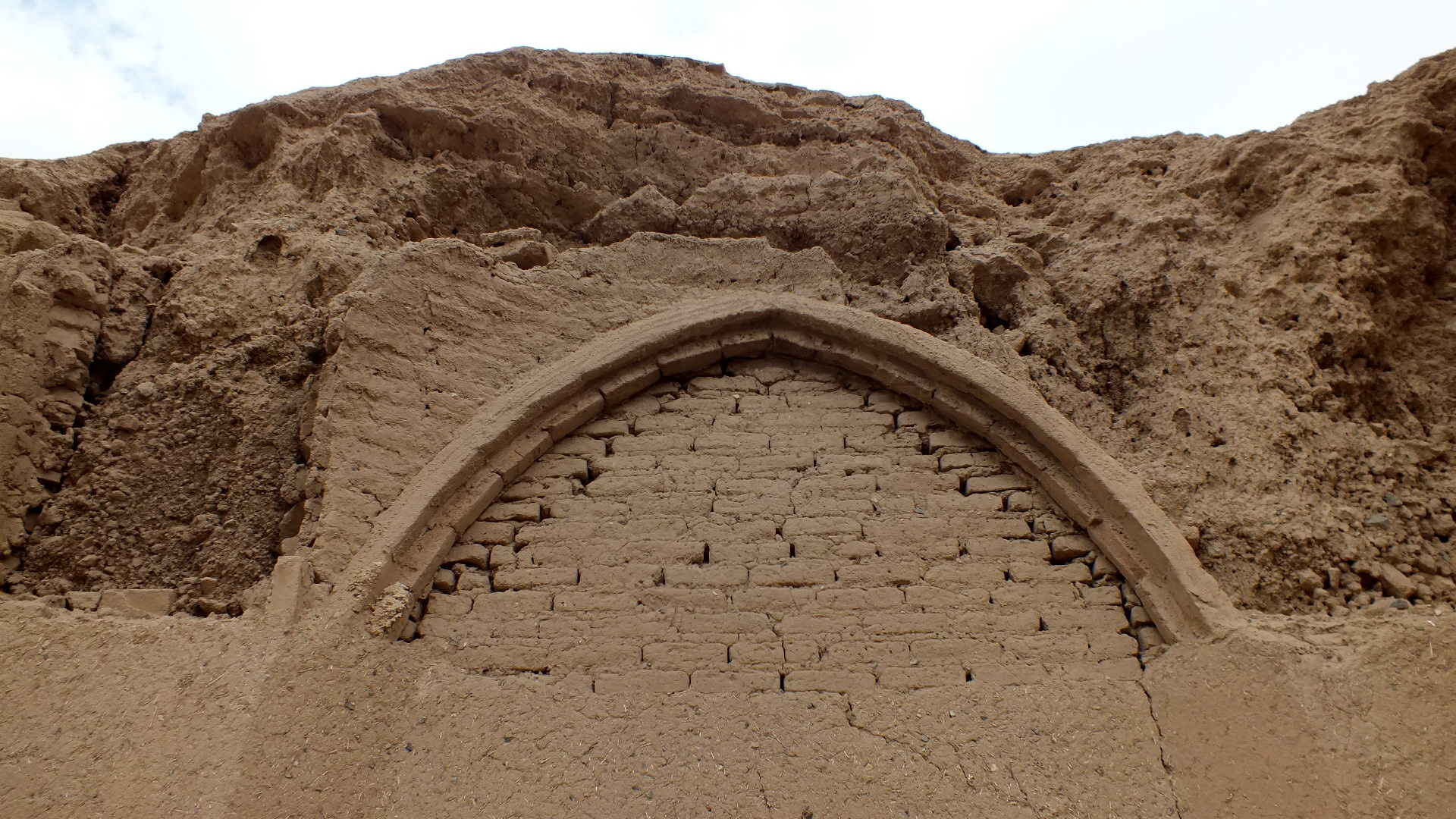
Oud huis van modder
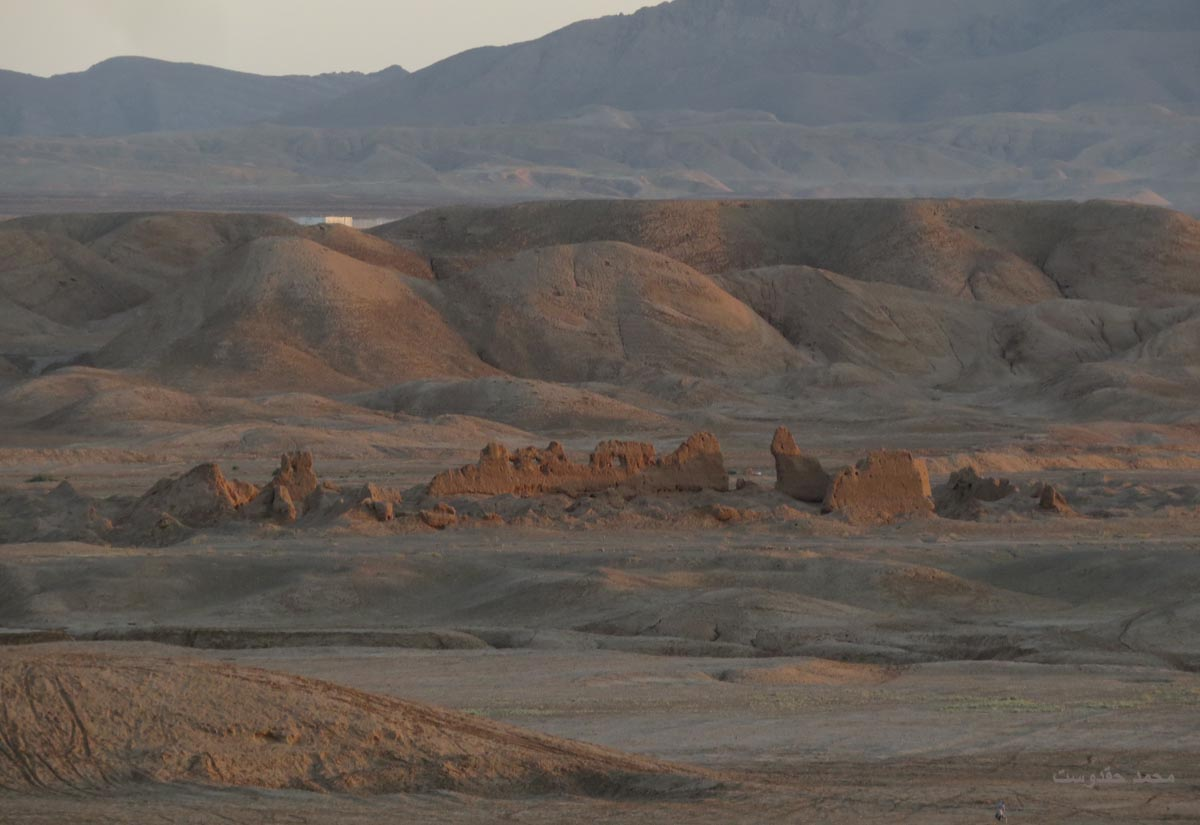
Rig Kasteel